# 속겨

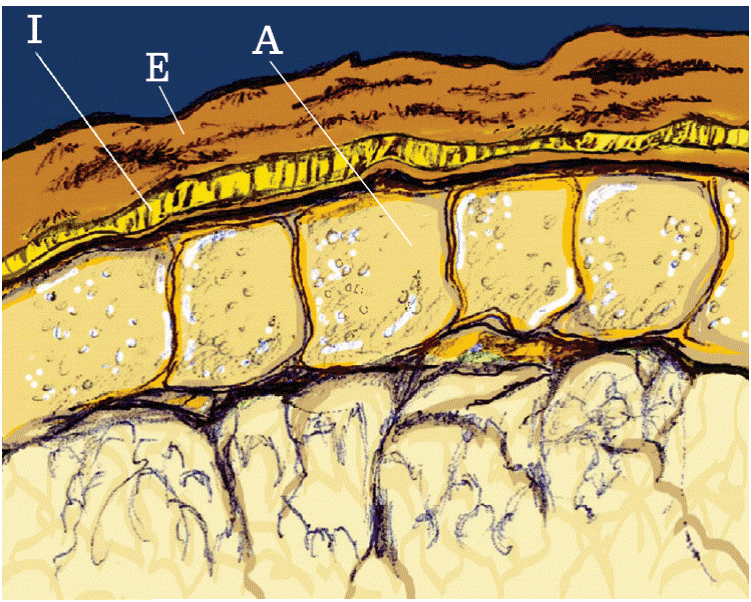
밀기울 구조 (E: 바깥층; I: 중간층; A: 호분층)

속겨는 곡식의 겉겨가 벗겨진 다음에 나온 고운 겨이다. 밀이나 귀리 등의 곡식을 빻아 가루를 내어 체로 쳐내고 남은 속껍질은 기울이라고도 부른다. 곡류의 낟알 구성 요소로, 배젖을 둘러싸는 단단한 층 – 호분층과 과피 – 으로 이루어져 있다. 옥수수 속겨에는 소화경(pedicel, tip cap)도 포함된다. 배아와 함께 통곡물의 필수적인 부분이며, 정제 곡물 생산을 위한 제분 과정의 부산물로 생산되는 경우가 많다. 속겨는 영양가가 높지만 섬유질 함량이 높아 소화하기 어렵고, 지방 함량이 높아 기름/지방이 산패하기 쉬워 보관 수명도 짧다. 따라서 정제 과정에서 보통 통곡물에서 제거된다 – 예를 들어 밀 낟알을 백밀가루로 가공하거나 현미를 백미로 정제할 때.
속겨는 쌀, 옥수수, 밀, 귀리, 보리, 호밀, 서곡 (곡물) 등 곡류 낟알에 존재한다. 속겨는 곡물을 둘러싸는 더 거칠고 비늘 같은 물질로 사람이 소화할 수 없는 겉겨와는 다르다.

## 구성
속겨는 특히 식이 섬유와 필수 지방산이 풍부하며, 상당량의 녹말, 단백질, 비타민, 식이 미네랄을 함유하고 있다. 또한 영양분 흡수를 방해하는 피트산의 공급원이기도 하다.
속겨의 높은 기름 함량은 산패를 일으키기 쉬운데, 이것이 종종 보관 또는 추가 가공 전에 곡물에서 분리되는 이유 중 하나이다. 속겨는 보관 수명을 늘리기 위해 열처리되는 경우가 많다.
| 영양소 (%)           | 밀    | 호밀  | 귀리  | 쌀    | 보리  |
| -------------------- | ----- | ----- | ----- | ----- | ----- |
| 탄수화물 (녹말 제외) | 45–50 | 50–70 | 16–34 | 18–23 | 70–80 |
| 녹말                 | 13–18 | 12–15 | 18–45 | 18–30 | 8–11  |
| 단백질               | 15–18 | 8–9   | 13–20 | 15–18 | 11–15 |
| 지방                 | 4–5   | 4–5   | 6–11  | 18–23 | 1–2   |

## 쌀겨
쌀겨는 쌀 제분 과정(현미를 백미로 변환)의 부산물이며, 다양한 항산화 물질을 함유하고 있다. 주요 쌀겨 분획물은 12%~13%의 기름과 높은 비검화성 성분(4.3%)을 포함한다. 이 분획물은 토코트리에놀(비타민 E의 일종), 감마-오리자놀, 베타-시토스테롤을 포함하며, 이 모든 성분은 지질 프로파일의 다양한 매개변수의 혈장 수치를 낮추는 데 기여할 수 있다. 쌀겨는 또한 높은 수준의 식이 섬유(베타글루칸, 펙틴, 검)를 함유하고 있다. 또한 리그닌화되지 않은 식물 세포벽 구조의 구성 요소이기도 한 페룰산을 함유하고 있다. 그러나 일부 연구에서는 무기 비소가 쌀겨에 어느 정도 존재한다고 시사한다. 한 연구에서는 오염된 식수보다 20% 높은 수치가 발견되었다.

## 용도

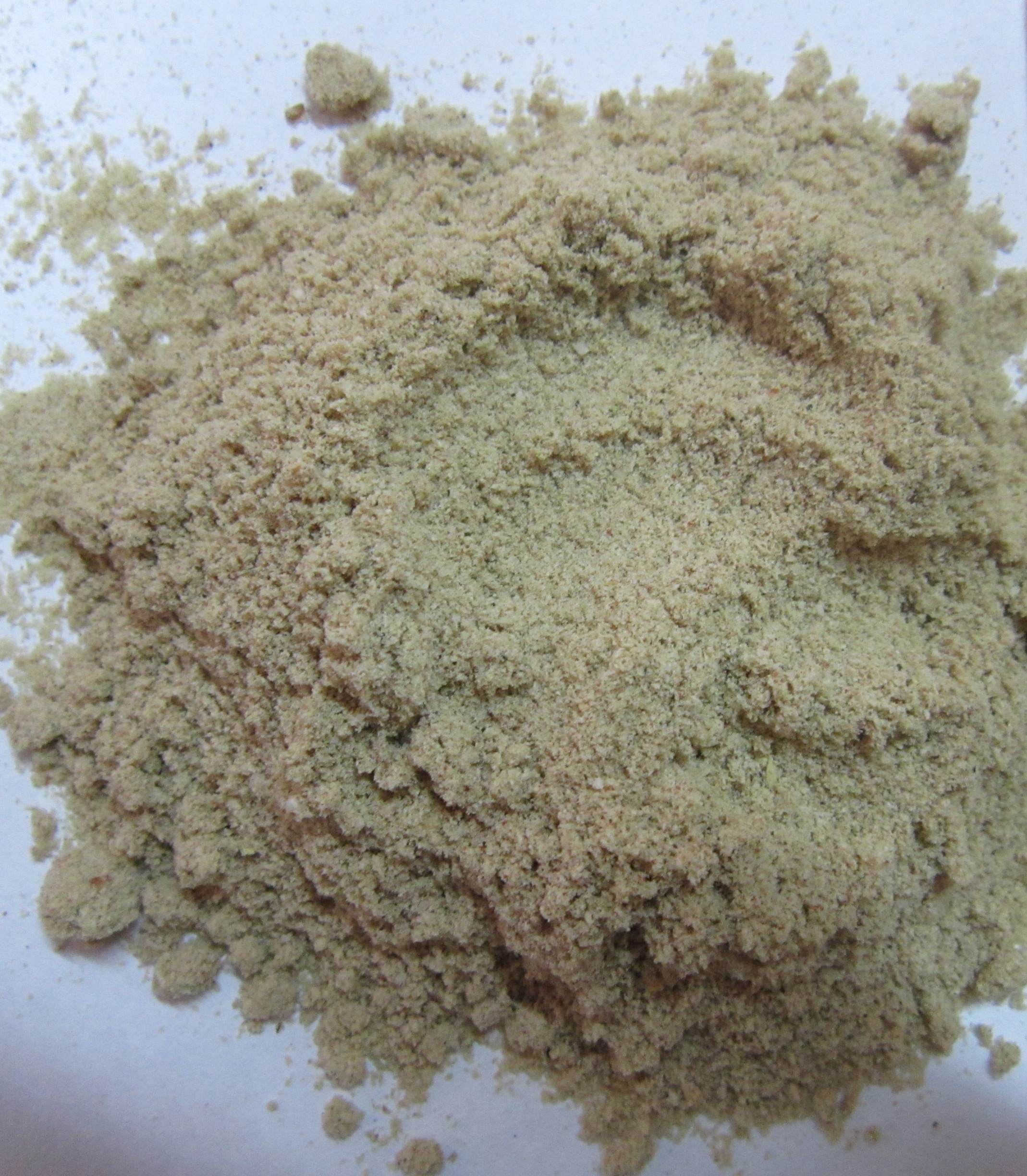
쌀겨

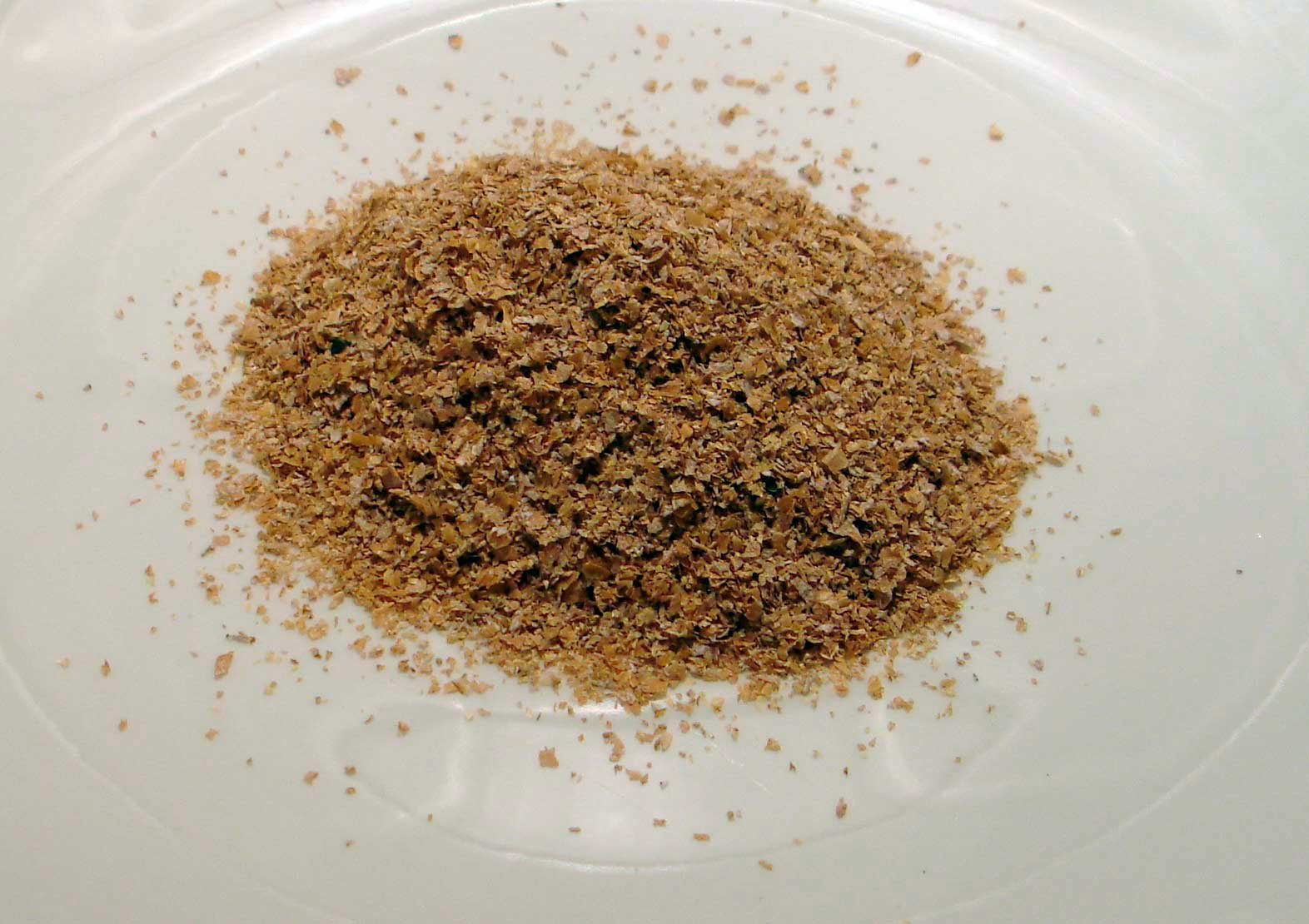
밀기울

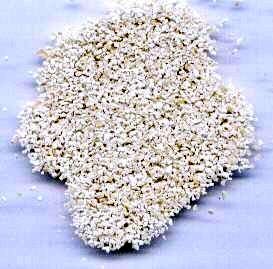
귀리 속겨

속겨는 빵(특히 머핀)과 시리얼을 풍부하게 만드는 데 자주 사용되며, 특히 식이 섬유 섭취량을 늘리고자 하는 사람들에게 유용하다. 속겨는 일본의 쓰케모노처럼 초절이(누카즈케)에도 사용될 수 있다. 특히 쌀겨는 일본에서 누카(糠; ぬか)로 알려져 많은 용도로 사용된다. 일본인들은 이를 초절이용으로 사용하는 것 외에도 죽순을 삶을 때 물에 첨가하고, 설거지에도 사용한다. 기타큐슈시에서는 이를 진다라고 부르며 정어리와 같은 생선을 조리는 데 사용된다.
속겨 기름은 산업적 목적(예: 페인트 산업)으로 또는 겨기름과 같은 식용유로 단독으로 추출하여 사용할 수도 있다.
 밀기울은 가금 및 기타 가축의 동물 사료로 유용하며, 다른 재료와 함께 균형 잡힌 사료로 사용된다. 밀기울과 일부 배젖 조각이 남은 제분 부산물인 휘팅스도 이 범주에 포함된다.
속겨는 BBC의 TV 프로그램 Gardeners' World에서 달팽이 방지제로 가장 효과적인 것으로 밝혀졌다. 이는 밀웜과 왁스웜과 같은 먹이 곤충에게 일반적인 기질이자 먹이원이다. 밀기울은 또한 적어도 16세기부터 가죽 태닝에 사용되어 왔다.

## 연구
곡물 섬유 및 통곡물 섭취와 마찬가지로 속겨는 영양 개선 및 만성 질환에 미치는 영향에 대한 예비 연구가 진행 중이다.

## 안정성
일반적으로 속겨는 바람직하지 않은 산패를 늦추기 위해 열처리되지만, 2003년 귀리 속겨의 열처리에 대한 연구에서는 열처리 강도가 증가할수록 시간 경과에 따른 가수분해 산패 및 쓴맛의 발생은 감소했지만, 산화 산패는 증가하는 복잡한 양상이 발견되었다. 저자들은 열처리가 선택적 리파아제 비활성화를 달성하기에 충분해야 하지만, 장기간 보관 시 극성 지질이 산화될 정도로 과도해서는 안 된다고 권고했다.

## 같이 보기
- 알킬레조르시놀
- 곡물 배아
- 피트산 (IP6)
- 쌀겨 용해물
- 건포도 속겨